# ستيف سكوت
ستيف سكوت (بالإنجليزية: Steve Scott) هو عداء مسافات متوسطة أمريكي، ولد في 5 مايو 1956 في آبلاند في الولايات المتحدة.

## وصلات خارجية
- ستيف سكوت على موقع الاتحاد الدولي لألعاب القوى (الإنجليزية)
- ستيف سكوت على موقع الاتحاد الأمريكي لسباقات المضمار والميدان (الإنجليزية)
- ستيف سكوت على موقع الاتحاد الأمريكي لسباقات المضمار والميدان، قاعة المشاهير (الإنجليزية)
- ستيف سكوت على موقع أوليمبيديا (الإنجليزية)